# Пьяненго
Пьяненго (итал. Pianengo) — коммуна в Италии, располагается в регионе Ломбардия, подчиняется административному центру Кремона.
Население составляет 2369 человек, плотность населения составляет 474 чел./км². Занимает площадь 5 км². Почтовый индекс — 26010. Телефонный код — 0373.
Покровительницей коммуны почитается Пресвятая Богородица (Santa Maria in Silvis), празднование в первое воскресение октября.